# Tortyra orphnophanes
Tortyra orphnophanes là một loài bướm đêm thuộc họ Choreutidae. Nó được tìm thấy ở Peru.